# テン・ベスト・エンジン
テン・ベスト・エンジン（Ward's 10 Best Engines ）は、アメリカの自動車産業雑誌であるWard's AutoWorld magazineが1994年以来毎年選出している、自動車エンジンの十傑である。
対象は「アメリカで販売される量販車に搭載されているエンジン」である。高額・特殊な自動車向けのエンジンは除外されており、2006年の場合には車輌価格54,000ドル以下の自動車に搭載されていることが条件であった。
日産自動車のVQエンジンは1995年から2008年まで14年連続選出されていた。

## 選出エンジン一覧
各年のテン・ベスト・エンジンは以下の通りである。

### 2016年
- BMW 3.0L I6  DOHCターボ
- クライスラー 3.0L V6 DOHC FCA ディーゼル
- フォード 5.2L V8 DOHC
- ゼネラルモーターズ 3.6L V6 DOHC
- ゼネラルモーターズ 1.5L DOHC / 120kw モーター
- ヒュンダイ 2.0L I4 / 50kw モーター
- 日産 3.5L V6 DOHC
- スバル 2.0L F4 DOHC ターボ
- トヨタ 1.8L I4 DOHC+モーター
- ボルボ 2.0L I4 DOHC T6 ターボ

### 2015年
- BMW 127 kW (170 BHP, 172 PS) 同期電動機
- BMW 1.5L I3  DOHCターボ B38
- クライスラー 6.2L V8 OHV Hellcat
- クライスラー 3.0L V6 DOHC VM Motori L630 ディーゼル
- フォード 1.0L I3 DOHCターボ Ecoboost
- ゼネラルモーターズ 6.2L V8 DOHC LT1
- ヒュンダイ 100 kW (134 hp) 水素燃料電池
- スバル 2.0L F4 DOHC ターボ FA20F
- フォルクスワーゲン 1.8L I4 DOHC ターボ EA888
- ボルボ 2.0L I4 DOHC VEP4

### 2014年
- アウディ 3.0L V6  DOHCスーパーチャージャー
- BMW 3.0L I6  DOHCターボ N57ディーゼル
- クライスラー 3.0L V6 DOHC VM Motori L630 ディーゼル
- フィアット 83 kW (111 hp) 同期電動機
- フォード 1.0L I3 DOHCターボ Ecoboost
- ゼネラルモーターズ 2.0L I4 DOHC 直噴ターボディーゼル GM Family B LUZ
- ゼネラルモーターズ 6.2L V8 DOHC LT1
- ホンダ 3.5L V6 OHC
- ポルシェ 2.7L 水平対向6気筒 DOHC
- フォルクスワーゲン 1.8L I4 DOHC ターボ EA888

### 2013年
- スバル 2L F4 DOHC FA20
- ホンダ 2.4L I4 DOHC
- ホンダ 3.5L V6 OHC
- アウディ 3.0L V6  DOHCスーパーチャージャー
- BMW 2L I4 DOHC ターボ N20
- BMW 3.0L I6  DOHCターボ N55
- ゼネラルモーターズ 2.0L I4 DOHC 直噴ターボ
- フォード 5.8L V8 DOHC
- フォード 2.0L I4 DOHC　エコブースト
- クライスラー 3.6L V6 DOHC ペンタスター

### 2012年
- アウディ 3L V6 DOHC TFSI スーパーチャージャー
- BMW 2L I6 DOHC ターボ N20
- BMW 3.0L I6  DOHCターボ N55
- マツダ 2.0L I4 DOHC SKYACTIV
- フォード 5L V8 DOHC
- フォード 2.0L I4 DOHC　エコブースト
- ヒュンダイ 1.6L I4 DOHC
- 日産 3.5L V6 HEV
- ゼネラルモーターズ 2L I4 DOHC ターボ
- クライスラー 3.6L V6 DOHC ペンタスター

### 2011年
- アウディ 3L V6 DOHC TFSI スーパーチャージャー
- BMW 3L I6 DOHC ツインターボ N57
- BMW 1.6L I4 プリンスエンジン DOHCターボ
- クライスラー 3.6L V6 DOHC
- フォード 5L V8 DOHC
- フォード 1.4L I4 DOHC+モーター
- ヒュンダイ 5.0L V8 DOHC
- 日産 同期電動機 80 kW (110 hp)
- フォルクスワーゲン 2L I4 DOHC ターボディーゼル TDI
- ボルボ 3L I6 DOHC ターボ

### 2010年
- アウディ 2L I4 DOHC TFSI EA888
- アウディ 3L V6 DOHC TFSI スーパーチャージャー
- BMW 3L I6 DOHC ツインターボディーゼル
- フォード 2.5L I4 DOHC+モーター
- フォード 3.5L V6 DOHC ターボ
- ゼネラルモーターズ 2.4L 直4 DOHC エコテック
- ヒュンダイ 4.6L V8 DOHC
- スバル 2.5L F4 DOHC ターボ
- トヨタ 1.8L I4 DOHC+モーター
- フォルクスワーゲン 2L I4 DOHC ターボディーゼル TDI

### 2009年
- アウディ 2L I4 DOHC FSI ターボ
- BMW 3L I6 DOHC ツインターボ N54B30
- BMW 3L I6 DOHC ターボディーゼル N57TUD30
- クライスラー 5.7L V8 OHV ヘミ
- フォード・モーター 2.5L I4 DOHC HEV
- ゼネラルモーターズ 3.6L V6
- ホンダ 3.5L V6 SOHC J35A
- ヒュンダイ 4.6L V8 DOHC
- トヨタ 3.5L V6 DOHC 2GR-FSE
- フォルクスワーゲン 2L I4 SOHC ターボディーゼル

### 2008年
- アウディ 2L I4 DOHC FSI ターボ
- BMW 3L I6 DOHC ツインターボ N54B30
- クライスラー 3L V6ブルーテックターボディーゼル
- フォード・モーター 4.6L V8モジュラー
- ゼネラルモーターズ 3.6L V6ハイ・フューチャー
- ゼネラルモーターズ 6L V8ヴォルテックOHV ハイブリッド
- ホンダ 3.5L V6 SOHC J35A
- マツダ 2.3L I4 DISI DOHC ターボ
- 日産 3.7L V6 DOHC VQ37VHR
- トヨタ 3.5L V6 DOHC 2GR-FSE

### 2007年
- アウディ 2L I4 DOHC FSI ターボ
- BMW 3L I6 N52B30
- BMW 3L I6 DOHC ツインターボ N54B30
- クライスラー 5.7L V8ヘミ・マグナム
- フォード・モーター 4.6L V8 Modular
- クライスラー 3L V6 Bluetec ターボディーゼル
- フォード・モーター 3.5L V6デュラテック35
- マツダ 2.3L I4 DISI DOHC ターボ
- 日産 3.5L V6 DOHC VQ35HR
- トヨタ 3.5L V6 DOHC 2GR-FSE

### 2006年
- アウディ 2.0L I4 DOHC FSI ターボ
- アウディ 4.2L V8 DOHC
- BMW 3.2L I6 N52B30
- クライスラー 5.7L V8ヘミ・マグナム
- フォード・モーター 4.6L V8モジュラーSOHC
- ゼネラルモーターズ 2L I4エコテックLSJ DOHC スーパーチャージャー
- ゼネラルモーターズ 2.8L V6 DOHC ターボ
- マツダ 2.3L I4 MZR DISI DOHC ターボ
- 日産 3.5L V6 DOHC VQ35DE
- トヨタ 3.5L V6 DOHC 2GR-FSE

### 2005年
- アウディ 4.2L V8 DOHC
- アウディ 3.2L V6 DOHC FSI
- メルセデス・ベンツ 3.2L I6 DOHC CDI ターボディーゼル
- クライスラー 5.7L V8ヘミ
- フォード・モーター 4.6L V8モジュラーSOHC
- ゼネラルモーターズ 4.2L I6アトラスLL8
- ホンダ 3.5L V6 SOHC J35A
- ホンダ 3L V6 SOHC J30A Honda IMAシステム
- マツダ 1.3L ロータリーエンジンレネシス
- 日産 3.5L V6 DOHC VQ35DE

### 2004年
- アウディ 4.2L V8 DOHC
- BMW 3.2L I6 S54
- クライスラー 5.7L V8ヘミ
- ダイムラー・クライスラー 5.9L I6 カミンズターボディーゼル
- ゼネラルモーターズ 4.2L I6アトラスLL8
- ホンダ 3L V6 J30A
- マツダ 1.3L ロータリーエンジンレネシス
- 日産 3.5L V6 DOHC VQ35DE
- スバル 2.5L H4 STi
- トヨタ 1.5L I4 1NZ-FXE ハイブリッド

### 2003年
- BMW 3L I6 M54
- BMW 3.2L I6 S54
- クライスラー 5.7L V6ヘミ
- フォード・モーター 6L V8パワーストロークターボディーゼル
- ゼネラルモーターズ 4.2L I6アトラスLL8
- ホンダ 2L I4 DOHC K20A
- ホンダ 3L V6 SOHC J30A
- ミニ 1.6L I4 スーパーチャージャー
- 日産 3.5L V6 DOHC VQ35DE
- フォルクスワーゲン 1.8L I4 DOHC ターボ

### 2002年
- BMW 3L I6 M54
- BMW 3.2L I6 S54
- ダイムラー・クライスラー 5L V8 SOHC
- フォード・モーター 5.4L V8モジュラーSOHC
- ゼネラルモーターズ 4.2L I6アトラスLL8
- ゼネラルモーターズ 6.6L V8デュラマックス
- ホンダ 2L I4 DOHC K20A
- 日産 3.5L V6 DOHC VQ35DE
- ポルシェ 2.7L 水平対向6気筒 DOHC
- フォルクスワーゲン 1.8L I4 DOHC ターボ

### 2001年
- アウディ 1.8L I4 5バルブ ターボ
- アウディ 2.7L V6 ツインターボ
- BMW 3L I6 M54
- ダイムラー・クライスラー 3.2L V6 SOHC
- フォード・モーター 5.4L V8トライトン
- ゼネラルモーターズ 6.6L V8デュラマックス
- ホンダ 2L I4 DOHC F20C
- 日産 3L V6 DOHC VQ30DE
- ポルシェ 2.7L 水平対向6気筒 DOHC
- トヨタ 1.5L I4 1NZ-FXE ハイブリッド

### 2000年
- アウディ 2.7L V6 ツインターボ
- BMW 3.2L I6 DOHC
- ダイムラー・クライスラー 3.2L V6 SOHC
- フォード・モーター 3.9L V8 AJ-V8
- フォード・モーター 5.4L V8トライトン
- ゼネラルモーターズ 3.5L V6 3500 LX5
- ホンダ 2L I4 DOHC F20C
- 日産 3L V6 VQ30DE
- ポルシェ 3.2L 水平対向6気筒 DOHC
- トヨタ 4L V8 1UZ-FE DOHC

### 1999年
- アルファロメオ 2L Tスパークツインカム16V
- BMW 3.2L I6 DOHC
- クライスラー 4.7L V8パワーテック
- ゼネラルモーターズ 3.5L V6 3500 LX5
- メルセデス・ベンツ 3.2L V6 SOHC
- 日産 3L V6 DOHC VQ30DE
- ゼネラルモーターズ 5.7L V8 LS1

### 1998年
- BMW 2.5L I6 M52
- BMW 3.2L I6 DOHC
- フォード・モーター 2.5L V6デュラテックSVT
- フォード・モーター 5.4L V8トライトン
- ゼネラルモーターズ 5.7L V8 LS1
- マツダ 2.3L V6 KJ-ZEM
- メルセデス・ベンツ 3.2L V6 SOHC
- 日産 3L V6 DOHC VQ30DE
- トヨタ 4L V8 DOHC 1UZ-FE
- フォルクスワーゲン 1.8L I4 DOHC ターボ

### 1997年
- フォード・モーター 5.4L V8トライトン
- ゼネラルモーターズ 3.8L V6 3800シリーズII
- フォルクスワーゲン 1.8L I4 DOHC ターボ
- フォルクスワーゲン 1.9L I4 Tdi
- 日産 3L V6 DOHC VQ30DE

### 1996年
- BMW 2.8L I6 M52
- BMW 4L V8 M60
- フォード・モーター 2.5L V6デュラテック25
- フォード・モーター 4.6L V8モジュラーDOHC
- ゼネラルモーターズ 3.8L V6 3800シリーズII
- ゼネラルモーターズ 4.6L V8ノーススター
- ホンダ 2.2L I4 F22B
- マツダ 2.3L V6 KJ-ZEM
- 日産 3L V6 DOHC VQ30DE
- サーブ 2.3L I4 LPT B234
- トヨタ 3L V6 DOHC 1MZ-FE

### 1995年
- BMW 2.8L I6 M52
- BMW 4L V8 M60
- フォード・モーター 2.5L V6デュラテック25
- ゼネラルモーターズ 3.8L V6 3800シリーズII
- ゼネラルモーターズ 4.6L V8ノーススター
- ホンダ 2.2L I4 F22B
- マツダ 2.3L V6 KJ-ZEM
- 日産 3L V6 DOHC VQ30DE
- サーブ 2.3L I4 LPT B234
- フォルクスワーゲン 2.8L V6 VR6

## 20世紀のテン・ベスト・エンジン
- BMW I6 M06
- キャデラック V8 Lヘッド
- フォード・モーター I4モデルT
- フォード・モーター V8フラットヘッド
- ゼネラルモーターズ V6 3800
- ゼネラルモーターズ V8スモールブロック
- ホンダ I4 ED CVCC
- ポルシェ 水平対向6気筒
- トヨタ/レクサス V8 UZ
- フォルクスワーゲン 水平対向4気筒ビートル